# Herb województwa stanisławowskiego

Herb województwa stanisławowskiego

Herb województwa stanisławowskiego: 
Tarcza dwudzielna - w polu górnym białym kawka czarna w koronie złotej z rozciągnionymi skrzydłami, zwrócona w lewo (zrywa się do lotu z ziemi). W polu dolnym błękitnym trzy lewki złote jedne na drugim, zwrócone w prawo.